# Wszedzień, West Pomeranian Voivodeship
Wszedzień [ˈfʂɛd͡ʑɛɲ] (trước đây Đức Scheddin) là một ngôi làng ở quận hành chính của Gmina Postomino, trong Sławieński, Zachodniopomorskie, ở tây bắc Ba Lan. Nó nằm khoảng 9 kilômét (6 mi)  phía tây Postomino, 16 km (10 mi) phía tây bắc Sławno và 178 km (111 mi) về phía đông bắc của thủ đô khu vực Szczecin.
Trước năm 1945, khu vực này là một phần của Đức. Đối với lịch sử của khu vực, xem Lịch sử của Pomerania.